# Katastrofa lotu Alitalia 771
Katastrofa lotu Alitalia 771 wydarzyła się 7 lipca 1962 roku w okolicach miasta Junnar (Maharasztra) w Indiach. Samolot Douglas DC-8, należący do włoskich linii lotniczych Alitalia, rozbił się o górę Davandyachi na wysokości około 3600 m n.p.m. W wyniku katastrofy śmierć poniosły wszystkie 94 osoby (85 pasażerów i 9 członków załogi).

## Samolot
Samolotem uczestniczącym w wypadku był Douglas DC-8 zbudowany w 1962 roku, zarejestrowany jako I-DIWD dla linii lotniczych Alitalia. W chwili wypadku samolot miał zarejestrowane ponad 964,5 godziny lotu. Kapitan lotu podpisał certyfikat obsługi technicznej 6 lipca 1962 roku. 
Samolot wyposażony był w następujące przyrządy radionawigacyjne: odbiornik nawigacyjny VHF, odbiornik ścieżki podejścia, odbiornik radiolatarni markerowej, odbiornik ADF, odbiornik Loran, radar dopplerowski i transponder.
Żadne z urządzeń samolotu nie zgłosiło usterek.

## Załoga
Na pokładzie znajdowało się dziewięciu członków załogi - trzech członków załogi (kapitan, drugi kapitan i technik pokładowy) i sześcioro stewardes/stewardów.
Kapitan Luigi Quattrin miał 50 lat i był pilotem od 1939 roku. Posiadał łącznie 13 700 godzin nalotu, z czego 1396 na samolocie Douglas DC-8. Wcześniej wykonał kilka lotów na trasie Rzym-Bombaj (w latach 1959 i 1960) na samolotach DC-6 i DC-7, ale nie operował na wschód od Bangkoku. Podczas lotu zapoznawczego na trasie Bangkok-Bombaj, który był wymagany przez Alitalię, aby mógł latać na tej trasie jako pilot dowódca, poleciał do Bangkoku trasą Teheran-Karaczi-Bombaj.
Drugi pilot, Ugo Arcangeli, miał 33 lata i był pilotem od 1956 roku. Posiadał łącznie 3480 godzin nalotu, z czego 1672 godziny wylatał jako drugi pilot na samolocie DC-8.
Technik pokładowy, Luciano Fontana, miał 31 lat i 4070 godzin nalotu, z czego 386 wylatał na DC-8.
Zarówno kapitan, jak i drugi pilot byli wyszkoleni jako nawigatorzy. W załodze nie było specjalisty nawigatora.

## Opis wypadku
Po początkowym starcie z 45 pasażerami w Sydney i z międzylądowaniami m.in. w Darwin i Singapurze, lot 771 odleciał z Bangkoku o 15:16 GMT z 94 osobami na pokładzie, zgodnie z arkuszem załadunku, choć oficjalny plan lotu przewidywał 98 osób na pokładzie. Plan lotu nie został podpisany przez pilota dowódcę, co stanowiło naruszenie instrukcji operacyjnej Alitalii.
Lot 771 po raz pierwszy nawiązał łączność z Centrum Informacji Lotniczej w Bombaju o godzinie 17:20 GMT, podczas której poprosił o prognozę pogody do lądowania, a także podał szacowany czas przylotu na 18:45 oraz wysokość 36 000 stóp (11 km). Między 17:30 a 17:47 zostali poinformowani o lokalnej prognozie pogody; różne raporty pogodowe dla Bombaju w czasie wypadku wskazywały na lekki deszcz, ale bez burz i innych niebezpiecznych warunków.
O godzinie 18:20 lot przełączył się na częstotliwość podejścia Bombaju i poprosił o rozpoczęcie zniżania nad punktem Aurangabad do wysokości 20 000 stóp (6,1 km). Zniżanie zostało zatwierdzone, a dostarczone informacje pogodowe zostały potwierdzone.
Lot 771 rozpoczął zniżanie o godzinie 18:24:36 GMT, schodząc z 35 000 do 20 000 stóp (z 10,7 do 6,1 km) na około dwadzieścia minut przed planowanym lądowaniem w Bombaju na około 18:45. O 18:25 lot otrzymał zgodę na przejście na poziom przejściowy 4000 stóp (1,2 km). Informacje pogodowe zostały przesłane ponownie o 18:28:04 (w kodzie Q). O godzinie 18:29 kontroler ruchu lotniczego został poinformowany o preferencji załogi do lądowania na pasie 27. O 18:38:34 lot został zapytany, czy wykona zwrot o 360° nad radiolatarnią, czy wyląduje bezpośrednio. O 18:38:49 lot odpowiedział tylko „OK”, co doprowadziło do wymiany kolejnych komunikatów w celu ustalenia, które podejście będzie wykonane.
O godzinie 18:38:54 GMT DC-8 osiągnął wysokość 5000 stóp, około 6 minut za wcześnie według planowanego czasu dotarcia do Bombaju o 18:45. Samolot kontynuował zniżanie do wysokości 3600 stóp (1,1 km), znacznie poniżej minimalnej bezpiecznej wysokości 9000 stóp (2,7 km), a także poniżej minimalnej początkowej wysokości podejścia 4000 stóp (1,2 km).
Ostatni komunikat nadany z samolotu miał miejsce o 18:39:58, potwierdzając zamiar wykonania zwrotu o 360°. Po nieudanych próbach nawiązania ponownej łączności rozpoczęto akcję poszukiwawczo-ratowniczą. Szczątki DC-8 znaleziono na zboczu wzgórza Davandyachi (Ninghin; 8 km od Junnar w Maharasztrze), rozrzucone na dużym obszarze, na wysokości 3600 stóp (1,1 km), zaledwie 5 stóp (1,5 m) poniżej szczytu. Wszystkie osoby znajdujące się na jego pokładzie zginęły.
Czas wypadku ustalono na 00:10 7 lipca czasu lokalnego (Indie; 18:40 6 lipca GMT).

## Przyczyny
Śledczy jako główny czynnik katastrofy wskazali błąd w nawigacji, który doprowadził pilota do przekonania, że znajduje się bliżej miejsca docelowego niż w rzeczywistości, co spowodowało jego przedwczesne zejście do prostego podejścia według wskazań przyrządów w nocy.
Jako czynniki dodatkowe wymieniono:
1. Niewykorzystanie przez pilota dostępnych urządzeń nawigacyjnych w celu ustalenia prawidłowej pozycji statku powietrznego.
2. Naruszenie minimalnej bezpiecznej wysokości.
3. Nieznajomość terenu na trasie przez pilota.